# 雷卡莱
雷卡莱（義大利語：Recale），是意大利卡塞塔省的一个市镇。总面积3平方公里，人口7519人，人口密度2506.3人/平方公里（2009年）。ISTAT代码为061067。